# (2922) Dikanʹka
(2922) Dikanʹka est un astéroïde de la ceinture principale.

## Description
(2922) Dikanʹka est un astéroïde de la ceinture principale. Il fut découvert le 1er avril 1976 à Naoutchnyï par Nikolaï Tchernykh. Il présente une orbite caractérisée par un demi-grand axe de 2,37 UA, une excentricité de 0,14 et une inclinaison de 3,0° par rapport à l'écliptique.

## Compléments